# فران ماتوشیچ
فران ماتوشیچ (انگلیسی: Frane Matošić؛ ۲۵ نوامبر ۱۹۱۸ – ۲۹ اکتبر ۲۰۰۷) بازیکن و مربی فوتبال اهل یوگسلاوی بود.
از باشگاه‌هایی که در آن بازی کرده‌است می‌توان به باشگاه فوتبال هایدوک اسپلیت و باشگاه فوتبال بولونیا اشاره کرد.
وی همچنین در تیم ملی فوتبال یوگسلاوی بازی کرده‌است.
وی در مسابقات بین‌المللی در مجموع برندهٔ ۱ مدال نقره شده‌است.